# Depsidone
Die Depsidone bilden die zweitgrößte Gruppe von aromatischen Flechtenstoffen. Ihr Grundgerüst bildet das 11H-Dibenzo[b,e][1,4]dioxepin-11-on. Diese Verbindung besteht aus zwei Phenolkernen, die über eine -CO-O-Brücke und eine Etherbindung miteinander verknüpft sind. Durch Einteilung der Flechtenstoffe ihrer Biogenese nach in vier große Gruppen werden die Depsidone den Acetyl-CoA-Abkömmlingen zugeschrieben. Mit Stand 1994 zählen 66 Verbindungen zu den Depsidonen.
Neben dem prädestinierten Vorkommen von Depsidonen in Flechten wurden einige ebenfalls in Pilzen der Gattungen Aspergillus [P.Micheli ex Link] (Gießkannenschimmel) und Preussia [Preuss] nachgewiesen.

Strukturformel von 11H-Dibenzo(b,e)(1,4)dioxepin-11-on

## Vertreter
Bekannte Vertreter sind beispielsweise: Argopsin, Diploicin, Eriodermin, Fumarprotocetrarsäure, Lobarsäure, Norstictinsäure, Pannarin, Physodsäure, Psoromsäure, Salazinsäure und Stictinsäure.

## Biosynthese
Die Biosynthese der Depsidone in Flechten verläuft vermutlich über die strukturell entsprechenden Depside. Dafür spricht das gleichzeitige Vorkommen des Verbindungspaares Olivetorsäure – Physodsäure in der gleichen Gattung (Parmelia [Ach.]).